# Polydor Records
A Polydor egy 1924-ben alapított lemezkiadó, melynek székhelye az Egyesült Királyságban található.

## Történet
A kiadó eleinte a német Deutsche Grammophon Gesellschaft független része volt, majd a Polydor márkanevet először 1924-ben használta, miután megszakította a kapcsolatot a Deutsche Grammophon Gessellschaft-tal az első világháború alatt, majd His Master Voice néven futott tovább Németországban, ahol a felvételek Electrola védjegy alatt kerültek kiadásra.
A Polydor kiadó népszerű lett 1946-ban, és a klasszikus felvételeken kívül szinte minden megjelent lemezen ez a címke volt olvasható. A klasszikus zenét továbbra is a Deutsche Grammpphon az EMI egysége képviselte 1949-ben.

## A PolyGram kiadó
1972-ben a Polydor összeolvadt a Philips tulajdonában lévő Phonogram kiadóval az Amerikai Egyesült Államokban. A Polydor címke továbbra is megmaradt, csupán Amerikában változtatták meg a címkéket a két cég egyesítése végett. A 70-es évek diszkó korszaka rányomta a bélyegét a kiadóra is, és olyan diszkó sztárok is megjelentek a kiadónál mint a Bee Gees, vagy Gloria Gaynor. A 80-as években a kiadó nyereséges volt, mivel háttérbe szorította a Mercury Records kiadót, és a Polydor vette át az irányítást a piacon, és rendelkezett a brit Decca katalógus felett is.
A 90-es években a Polydor kezdett alulteljesíteni, így később létrejött a Polygram Label Group (PLG), majd 1994-ben a Polydor és Atlas kiadó összevonása, így kezdte meg a működését az A&M Records kiadó. A Polydor és Atlas kiadó végül 1995-ben szétvált, így újra Polydor Records lett a nevük.

## Polydor UK
A 70-es évek elején a kiadó legfőbb bevételi forrása a híres angol banda, a Slade volt. Későbbiekben a The Jam és a Sweet voltak a legsikeresebb csapataik.
Napjainkban rengeteg angol előadó tartozik hozzájuk, többek között Cheryl Cole, La Roux, Duffy, Girls Aloud, James Morrison, Boyzone, The Saturdays és Ellie Goulding. Rengeteg amerikai előadó lemezei is a Polydor gondozásában jelenik meg, például a Black Eyed Peas, Miley Cyrus, Lady Gaga, Demi Lovato, Snoop Dogg, Janet Jackson és a 50 Cent.

## Kapcsolódó szócikk
- A Polydor lemezkiadó előadói